# عبدالحسین جلالیان
عبدالحسین جلالیان یزدی متخلص به جلالی شاعر و حافظ‌‌ پژوه ایرانی است. او در بسیاری از جنبه‌های شعر چون غزل، قصیده، رباعی و... طبع آموزی کرده‌است اما آنچه بیشتر زبانزد مردم است اشعار فکاهی او به لهجه یزدی است. دیوان شعر او به نام پله‌های سنگی در سه جلد به چاپ رسیده و جلد چهارم آن نیز در دست انتشار است. دکتر جلالیان اثری حاوی شرح اشعار حافظ به نام شرح جلالی در چهار مجلد به طبع رسانده‌است.

## زندگینامه
دکتر عبدالحسین جلالیان در سال ۱۳۰۷ خورشیدی در شهر یزد به دنیا آمد. پدرش از معماران یزدی بود که اجدادش از روستای مهرجرد به یزد مهاجرت کرده بودند. او تحصیلات مکتبی و دبستان و دبیرستان را در یزد گذراند و تحصیلات عالی را در رشته داروسازی و تخصص امور آزمایشگاهی طبی در دانشگاه تهران به اتمام رساند. پس از کسب مدرک دکترا در وزارت بهداری و در استان یزد به کار آزمایشگاهی مشغول شد و پس از ۲۶ سال فعالیت باز نشسته شد. او هم‌اکنون به کار آزاد آزمایشگاهی مشغول است.